# Comolia villosa
Espèce
Synonymes
Selon Tropicos (10 juin 2024)
- Arthrostema villosum (Aubl.) DC.
- Arthrostemma villosum (Aubl.) DC.
- Comolia affinis Hoehne
- Comolia angustifolia Gleason
- Comolia hirtella Naudin
- Comolia kuhlmannii Hoehne
- Comolia lythrarioides Naudin
- Comolia neglecta Cogn.
- Comolia purpurea Miq.
- Comolia surinamensis Miq.
- Comolia veronicaefolia Benth.
- Rhexia villosa Aubl. - Basionyme
- Tetrameris villosa (Aubl.) Naudin

Selon GBIF (10 juin 2024)
- Arthrostema villosum DC.
- Arthrostemma villosum (Aubl.) DC.
- Comolia affinis Hoehne
- Comolia amazonica Cogn.
- Comolia angustifolia Gleason
- Comolia hirtella Naudin
- Comolia kuhlmannii Hoehne
- Comolia lythrarioides (Steud.) Naudin
- Comolia lythrarioides var. major Cogn.
- Comolia neglecta Cogn.
- Comolia purpurea Miq.
- Comolia surinamensis Miq.
- Comolia veronicaefolia Benth.
- Comolia veronicifolia Benth.
- Comolia villosa var. glabrior Cogn.
- Rhexia villosa Aubl. - Basionyme
- Tetrameris villosa (Aubl.) Naudin

Comolia villosa est une espèce de plantes à fleurs de la famille des Melastomataceae. C'est un sous-arbrisseau d'Amérique du sud.

## Description
Comolia villosa est un arbrisseau haut de 0,2-0,7 m. Les jeunes rameaux sont finement sétulosés aux nœuds, modérément pubérisés avec des poils glandulaires ou églandulaires ou glabres dans les entrenoeuds.
Le pétiole est long de 0,2-0,5 cm.
Le limbe mesurant 1-2,5 x 0,4-1,4 cm, elliptique à obovate-elliptique, apex aigu à obtus, base aiguë, chartacée à sub rigide et denticulée, dessus finement appressée-séparée à glabre, dessous finement sétulisée avec des poils glandulaires ou églandulaires à glabre, 3-5 nervures.
Les fleurs sont solitaires dans les axes foliaires supérieurs ou terminales sur de courtes branches latérales, les pédicelles mesurant environ 1 mm de long au-dessus des bractéoles.
L'hypanthium est long de 3-5 mm, peu pubérisé avec des poils glandulaires ou églandulaires ou glabre.
Les lobes du calice sont longs de 1,5-2,5 mm, étroitement oblongs.
Les pétales mesurent 8-12 x 5-7 mm, chacun avec une seule setule à pointe glandulaire.
La thèques est longue de 5,5-6,5 mm, avec le connectif prolongé sur 1-2 mm ou 0,5-1 mm et sans appendice dorsal.
L'ovaire est à 2 cellules. 

En 1953, Lemée propose la description suivante de Comolia villosa :

« C. villosa Tria. (Rhexia y. Aubl., Tetrameris v . Naud.). Espèce ressemblant selon Gleason (FI. of Surinam) à C. veronicæfolia mais à feuilles plus longuement pétiolées, obtuses ou arrondies à la base et à pubescence de la tige plus courte. Plante de 0,60-0,90, frutescente décombante ; feuilles de 15-20 mm. sur 7-12, étroitement ovales, très poilues sur les 2 faces, subrigides, 3-nervées ; fleurs en généràl solitaires, pétales rouges étroitement obovales arrondis au sommet, étamines subégales à connectif très brièvement prolongé et tuberculé en arrière à là base ; capsule ovoïde à diamètre de 3-4 mm. - Guy. franç. (Aublet). »

— Albert Lemée, 1953.

## Répartition
Comolia villosa est présent de Trinidad et du sud du Venezuela jusqu'au nord du Brésil amazonien, y compris toutes les Guyanes.

## Écologie
Comolia villosa pousse dans les affleurements rocheux et les savanes, à 100–1 000 m d'altitude.

## Protologue

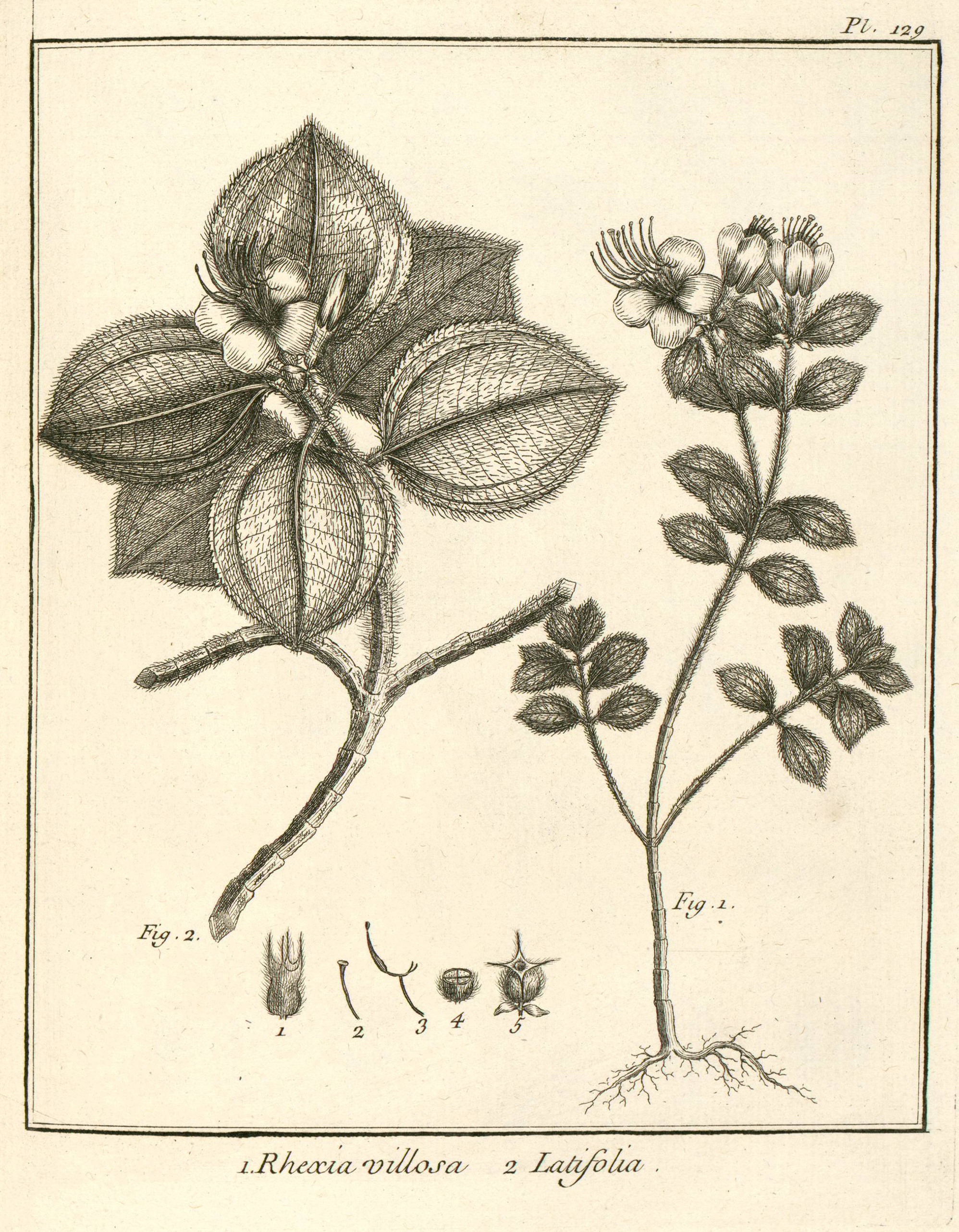
Comolia villosa et Comolia latifolia par Aublet (1775)

En 1775, le botaniste Aublet a décrit Comolia villosa sous le nom de Rhexia villosa, et en a proposé le protologue suivant : 

« 1. RHEXIA (villoſa) foliis ſubrotundis, caulibus decumbentibus. (Tabula 119. Fig. 1.)
Planta lignoſa; caulibus & ramulis tetragonis, hirſutis, angulis acutis, ſuprà terram ſparſis. Folia oppoſita, ſubrotunda, ſerrulata, quinquenervia, pilis rufeſcentibus ſupernè & infernè tecta, bievi petiolata. Flores terminales, pedunculati.
CAL. Perianthium monophyllum, villoſum, limbo quadripartito, laciniis oblongis, acucis. Bracteæ binæ ad baſim calicis.
COR. tetrapetala, violacea, petalis ſubrotundis, in orbem expanſis, calici infra diviſuras inſertis.
STAM. Filament a octo, brevia, in tubum conniventia, calici diſco inſerta, infra petala. Antheræ oblongæ, ſulcatæ, biloculares, baſi tenuiores, bicornes, apice filamentorum adnexæ, verſatiles, ſupernè foliaceæ.
PIST. Germen ſubrotundum, intrà ventrem calicis. Stylus longus. Stigma obtuſum, concavum.
PER. Capsula orbiculata, quadrilocularis, calice carnoſo obvoluta, & ipſius denriculis coronata.
SEM. plurima minutiſſima.
Florebat Aprili.
Habitat in pratis arenoſis territorii Aroura, prope prardium Domini Le Grand.

LA QUADRETE a petite feuille. (PLANCHE 119. Fig. 1.)
Cette plante eſt ligneuſe ; elle étend ſes branches ſur la ſurface de la terre ; elles ſont oppoſées, grêles, velues, noueuſes, à quatre angles, bordées d'un petit feuillet membraneux; elles ſont garnies de feuilles qui naiſſent deux à deux, oppoſées & en croix, ovales, dentelées, chargées de poils rouſſâtres ſur l'une & l'autre face.
Les fleurs naiſſent pluſieurs enſemble à l'extrémité des branches. Leur calice eſt velu, d'une ſeule pièce, contenant 1'ovaire diviſé à ſon ſommet en quatre parties longues, étroites & aiguës, & porte à ſa baſe deux petites feuilles.
Les pétales ſont arrondis, concaves, au nombre de quatre, de couleur violette, attachés par un onglet au bord intérieur du calice au deſſous de ſes découpures.
Les étamines ſont au nombre de huit, attachées à un diſque au deſſous des pétales ; leurs filets ſont courbes, blancs, larges à leur baſe, & comme réunis enſemble ; ils portent chacun une anthère courbée en arc, dont la partie ſupérieure eſt renflée, à deux loges remplies de pouſſière jaune, & terminées par un feuillet ; la partie inférieure eſt grêle, fourchue à ſon extrémité, & articulée vers ſon milieu ſur le iilet, de manière que les anthères ſont couchées ſur les filets lorſque la fleur eſt en bouton.
Le piſtil eſt un ovaire renfermé dans le fond du calice, ſurmonté d'un style blanc, de la longueur des étamines, terminé par un stigmate arrondi en tête, & creux dans ſon milieu.
L'ovaire devient un fruit ſec, à quatre loges, couronné par les découpures du calice ; il s'ouvre à ſon ſommet, & répand des graines très menues.
Lorſque cette fleur eſt épanouie, les étamines la débordent, & s'inclinent vers l'un de ſes côtés, le ſtyle ſe courbe & s'élève au deſſus.
J'ai trouvé cette plante durant le temps pluvieux, dans les ſavanes ſablonneuſes & ſubmergées qui dépendent de l'habitation de M. Le Grand, ſituée entre la rivière d'Orapu & d’Aroura, vis-a-vis le Maripa. »

— Fusée-Aublet, 1775.